# Осада Москвы (1238)
Осада Москвы 1238 года — осада и взятие города Москвы монголо-татарскими войсками 20 января 1238 года. Эпизод Западного похода монголов (1236—1242) и монгольского нашествия на Русь (1237—1240), в частности, монгольского похода на Северо-Восточную Русь (1237—1238).

## Начало нашествия
В 1235 году на курултае в Монголии было принято решение возобновить завоевания в Европе большими силами. Зимой 1237 года монголы разрушили Рязань и разорили Великое княжество Рязанское. Владимирский князь Юрий Всеволодович «послал сына своего Всеволода со всими людьми» на помощь рязанским князьям, но войско потерпело поражение в битве у Коломны. Затем войска Батыя двинулись в сторону Москвы по льду Москвы-реки.

## Оборона города
Несмотря на свою молодость, Москва была богатым и цветущим городом. После поражения под Коломной князь Всеволод Юрьевич бежал во Владимир, а московские ратники — в Москву, сообщив о поражении и приближении татар. Около 15 января монголо-татарские отряды осадили город. Лаврентьевская летопись, известная по списку 1377 года, так описала разорение города:
Взяша Москву татарове, и воеводу убиша Филипа Нянка за правоверную хрестьянскую веру, а князя Володимера яша руками, сына Юрьева, а люди избиша от старьца и до сущаго младенца; а град и церкви святыя огневи предаша, и манастыри вси и села пожгоша и много именья вземше отъидоша
По данным Рашид-ад-Дина, татары смогли взять Москву только после пяти дней осады. Затем татары двинулись на Владимир. Подойдя к столице княжества, они убили на глазах владимирцев пленённого в Москве князя Владимира Юрьевича. По мнению историка Тихомирова, этот жест свидетельствует о стремлении татар произвести эффект на жителей города и об их гордости от взятия Москвы.

## Версия Тизенгаузена В.Г.
В «Истории завоевателя мира» Джувейни говорится, что монголы покорили русские земли до города М. к. с. (варианты — Машку, М. л. с, Микес, Минкас). В «Истории» сказано, что жители города «…по многочисленности своей [точно] муравьи и саранча, а окрестности были покрыты болотами и лесом, до того густым, что [в нём] нельзя было проползти змее. Царевичи сообща окружили [город] с разных сторон и сперва с каждого бока устроили такую широкую дорогу, что [по ней] могли проехать рядом три-четыре повозки, а потом против стен его выставили метательные орудия. Через несколько дней они оставили от этого города только имя его и нашли [там] много добычи». По версии В. Г. Тизенгаузена, поддержанной М. Н. Тихомировым, под городом М.к.с. могла подразумеваться Москва. Другие версии местонахождения Минкаса — Владимир, Торжок или Магас (несмотря на указание Джувейни о том, что он русский) на Северном Кавказе. В последнем случае поход датируется зимой 1239/1240 годов. Командовавший походом на Минкас Мунке частью историков считается руководителем похода на Чернигово-Северское княжество в то же самое время.